# Żarłaczowate
Żarłaczowate (Carcharhinidae) – rodzina dużych, drapieżnych ryb chrzęstnoszkieletowych (rekinów) zaliczana do rzędu żarłaczokształtnych (Carcharhiniformes). Niektóre gatunki są niebezpieczne dla człowieka.

## Występowanie
Ciepłe wody oceaniczne i morskie całego świata, sporadycznie wpływają do estuariów, rzek i jezior.

## Cechy charakterystyczne
Ciało wrzecionowate. Okrągłe oczy z przesłoną migawkową. Pięć par szczelin skrzelowych, piąta zachodzi nad nasadę płetwy piersiowej. Dwie płetwy grzbietowe – pierwsza ma pofalowaną krawędź i jest położona w połowie odległości między płetwami piersiowymi i brzusznymi. Płetwa ogonowa lekko uniesiona.

## Klasyfikacja

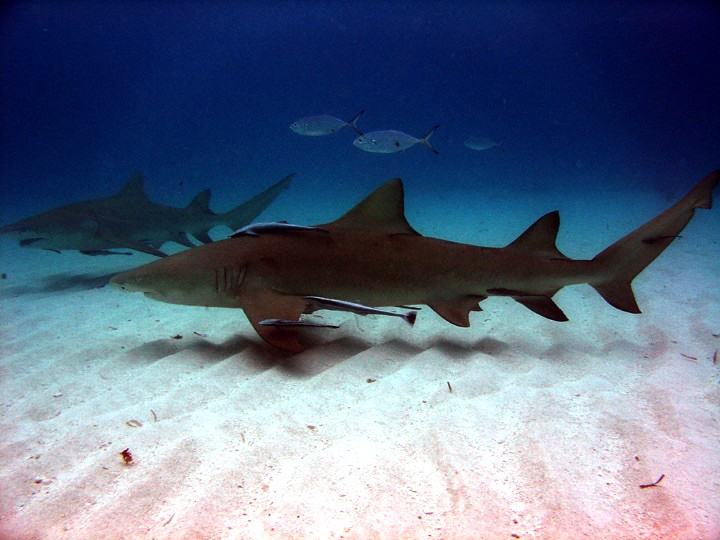
Negaprion brevirostris

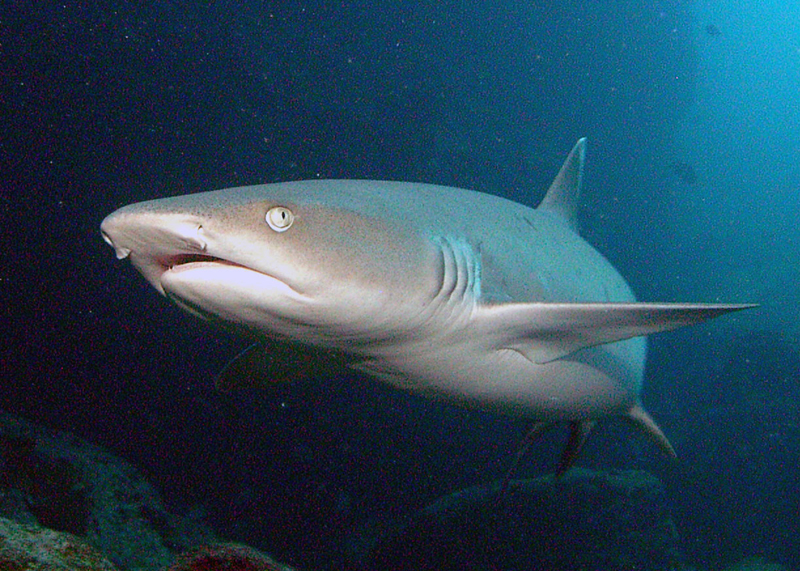
Triaenodon obesus

Rodzaje zaliczane do rodziny żarłaczowatych:
- Carcharhinus Blainville, 1816
- Glyphis Agassiz, 1843
- Lamiopsis Gill, 1862
- Loxodon Müller & Henle, 1838 – jedynym przedstawicielem jest Loxodon macrorhinus Müller & Henle, 1839
- Nasolamia Compagno & Garrick, 1983 – jedynym przedstawicielem jest Nasolamia velox (Gilbert, 1898)
- Negaprion Whitley, 1940
- Prionace Cantor, 1849 – jedynym przedstawicielem jest Prionace glauca (Linnaeus, 1758) – żarłacz błękitny
- Rhizoprionodon Whitley, 1929
- Scoliodon Müller & Henle, 1837
- Triaenodon Müller & Henle, 1837 – jedynym przedstawicielem jest Triaenodon obesus (Rüppell, 1837) – żarłacz gruby[14]

Zaliczany wcześniej do tej rodziny żarłacz tygrysi, został wydzielony do odrębnej rodziny Galeocerdidae, której jest jedynym przedstawicielem.